# Peru i olympiska vinterspelen 2014
Peru deltog med tre deltagare vid de olympiska vinterspelen 2014 i Sotji. Ingen av landets deltagare erövrade någon medalj.